# Reforma o ruptura
Reforma o ruptura (перекл. «реформа або розрив»; означає «реформа чи відрив [від франкізму]») — це вираз, що використовується для синтезу політичної дилеми, з якою зіткнулося іспанське суспільство після смерті іспанського лідера Франсіско Франко.
Після смерті Франко іспанське суспільство в цілому не було політично активним, особливо в порівнянні з іншими західноєвропейськими країнами, через велику тривалість франкістської Іспанії (36 років); політична приналежність громадян була дуже низькою. Були деякі демонстрації, особливо з вимогою амністії політичних в'язнів; проте протести ніколи не були загрозою політичної стабільності Іспанії. Політичні та соціальні хвилювання були зосереджені в Країні Басків та у Наваррі (через репресії баскського націоналізму) і, меншою мірою, в Каталонії.
Проте, невизначеність щодо наступності франкістської держави стимулювала політичну активність, що призвело до зміни дебатів про політичне майбутнє Іспанії, в яких було по суті два варіанти, з можливістю «Франкізма без Франко» (ісп. Franquismo sin Franco), який був відхилений зарано:
- Розрив (ісп. Ruptura): по суті, це означало б повне відірвання від франкістської держави та всього, що вона представляла, негайними заходами, спрямованими на демократизацію, таких як: референдум про форму держави (монархія або республіка, повна амністія для ув'язнених за політичні мотиви, визнання баскської, каталонської та галісійської національної ідентичності або тотальна секуляризація держави, що означало б скасування Конкордату 1953 року.
- Реформа (ісп. Reforma): це був варіант, який в кінцевому підсумку переміг, оскільки це був шлях, підтримуваний іспанськими установами, зокрема такими лідерами, як король Хуан Карлос і Адольфо Суарес. Воно було засноване на «пакті» або «угоді» з державними діячами-франкістами, щоб поступово перейти від автократичного уряду до парламентської монархії при збереженні соціального миру і громадського порядку. Цей варіант в кінцевому підсумку отримав підтримку PSOE і Комуністичної партії[2].